# 입벌리개

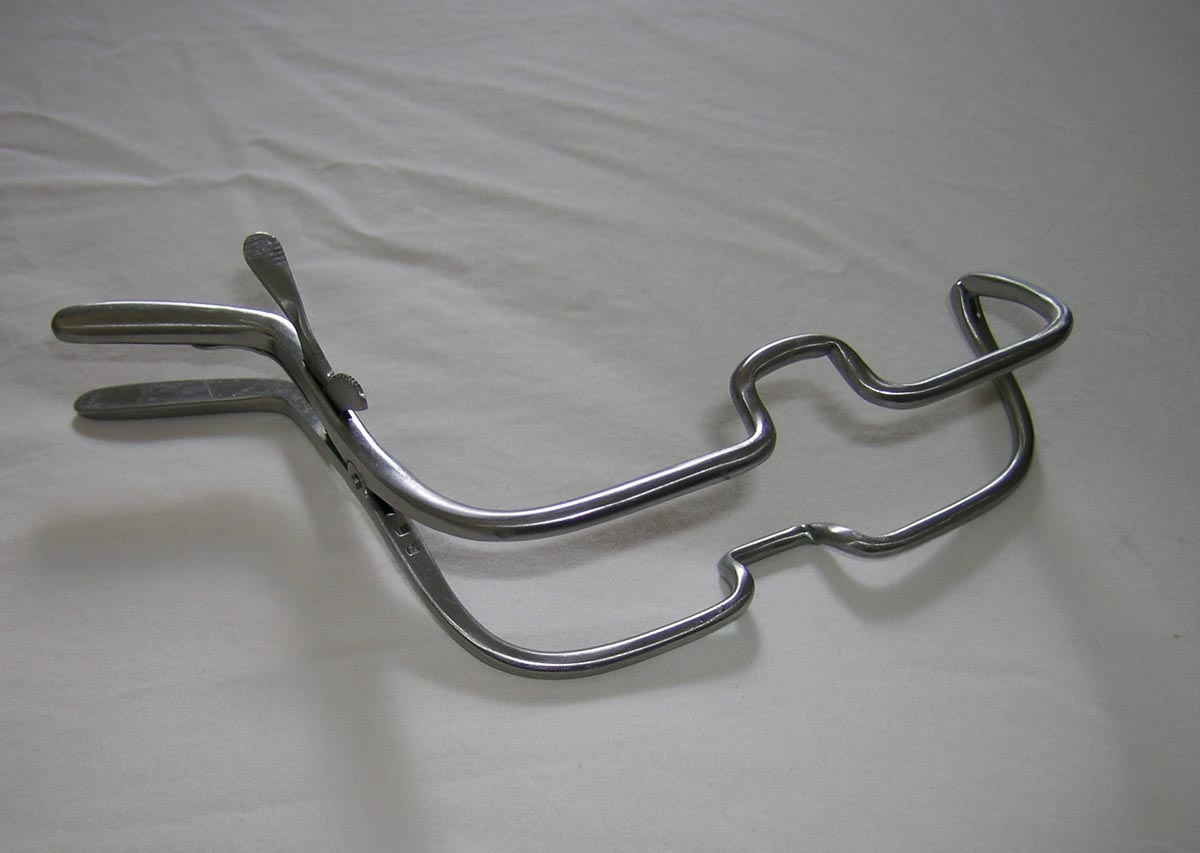

입벌리개 또는 개구기(開口器)는 입을 벌린채로 고정시키는 도구이다. 의료 용도로 사용되는 한편, BDSM 도구로 사용하기도 한다.

## 의료용 입벌리개
의료용품으로는 앵글 와이더, 마우스 와이더라고도 하며 치과진료나 인후부 치료에 사용한다.

## SM목적의 입벌리개
입벌리개는 얼굴을 변형시키기 때문에 돼지코와 마찬가지로 얼굴변형에서 쾌감을 느끼는 새디스트들이 즐겨 사용한다. 새디스트용구로서 앵글와이더는 양쪽에 폭이 넓은 금속 훅이 달린 가죽벨트인 경우가 많다. 이것을 착용하면 얼굴이 우스꽝스럽게 변형되고, 침이 고여서 계속 흐르게 된다. 마우스 와이더는 금속제로 나사등으로 고정할 수 있고 입을 크게 벌리게 한 후에 그대로 고정할 수 있게 만들어져 있는 경우가 많다.

## 같이 보기
- 의료기기